# Omar Aziz
Omar José Abdel Aziz ComMM (Garça, 13 de agosto de 1958) é um engenheiro civil e político brasileiro. Foi o 46.º Governador do Amazonas, pelo qual, atualmente, é senador. Filiado ao Partido Social Democrático (PSD), foi seu líder no Senado Federal.
Membro de uma família de ascendência árabe e italiana, Omar já ocupou o cargo de vereador em Manaus e deputado estadual do Amazonas na década de 1990. É casado com Nejmi Aziz, com quem tem três filhos, Emjen, Enzo e Johara.

## Trajetória política
Em 1996, após ter sido vereador e deputado estadual, foi eleito vice-prefeito de Manaus na chapa de Alfredo Nascimento. Em 2000, foram reeleitos, mas, em maio de 2002, Omar deixou o cargo para concorrer como vice da chapa de Eduardo Braga ao governo do Estado, pleito em que foram eleitos. Em 2004, como vice-governador, Aziz foi admitido pelo presidente Luiz Inácio Lula da Silva ao grau de Comendador especial da Ordem do Mérito Militar. Em 2006, foi reeleito com Braga. 
Nas eleições de 2008, licenciado do cargo de vice-governador, Omar disputou o cargo de prefeito de Manaus pelo PMN, tendo conquistado a terceira colocação. Em 2010, Braga renunciou ao governo para concorrer ao Senado, ocasião em que Aziz ascendeu ao governo. Nas eleições daquele ano, foi eleito governador no primeiro turno com cerca de 64% dos votos (mais de 940 000 votos) em disputa contra seu antigo aliado, o então senador Alfredo Nascimento (PR). Em 2011, foi um dos co-fundadores do Partido Social Democrático (PSD) e tem sido o líder do PSD no Senado Federal.
Em 4 de abril de 2014, renunciou ao Governo do Amazonas para disputar uma vaga no Senado Federal. Com isso, o então vice-governador, José Melo de Oliveira, assumiu seu lugar. Ao final, com 58,51% dos votos válidos, venceu a disputa e conquistou seu mandato de Senador da República.
Em 2016, votou a favor do impeachment da então presidente Dilma Rousseff e a favor da PEC do Teto dos Gastos Públicos. Em julho de 2017, votou a favor da reforma trabalhista.
Em outubro de 2017 votou a favor da manutenção do mandato do senador Aécio Neves derrubando decisão da Primeira Turma do Supremo Tribunal Federal no processo onde ele é acusado de corrupção e obstrução da justiça por solicitar dois milhões de reais ao empresário Joesley Batista.
Nas eleições de 2018, foi novamente candidato ao governo do estado do Amazonas, tendo o então deputado federal Arthur Virgílio Bisneto como candidato a vice. Entretanto, terminou a disputa no quarto lugar e com cerca de 8% dos votos.
Em junho de 2019, votou contra o Decreto das Armas do governo, que flexibilizava porte e posse para o cidadão.
Em maio de 2021, foi eleito presidente da CPI da COVID-19.
Foi reeleito senador pelo Amazonas nas eleições de 2022, com 41,42% dos votos válidos.
Em janeiro de 2023, Omar condenou os ataques na Praça dos Três Poderes e responsabilizou o ex-presidente Jair Bolsonaro pelo atos.

No dia 20 de fevereiro de 2024, Omar confrontou o Senado Federal exigindo uma posição em relação ao que descreveu como genocídio de palestinos na Faixa de Gaza durante a Guerra Israel-Hamas.